# Jamu Mare, Timiș

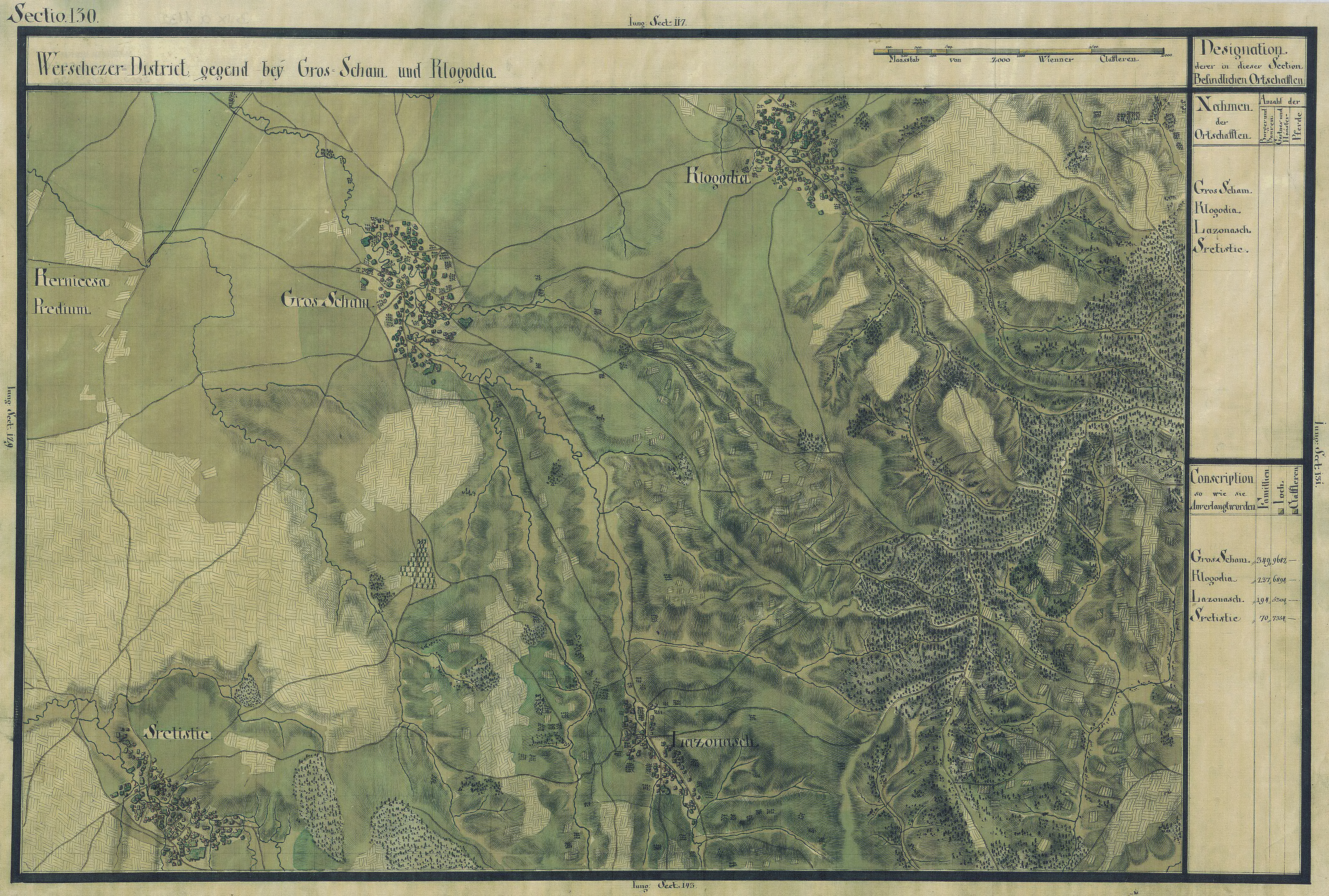
Jamu Mare în Harta Iosefină a Banatului, 1769-72

Jamu Mare (în germană Freudenthal, Gross-Scham, în maghiară Nagyzsám) este satul de reședință al comunei cu același nume din județul Timiș, Banat, România.